# Mongkon

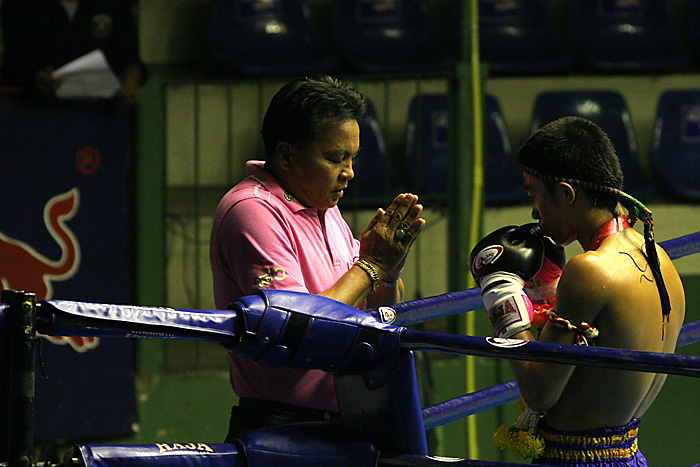
Mongkon utilizado na cabeça do atleta de muay thai durante o ritual wai kru.

O Mongkon (tailandês: มงคล) é um objeto litúrgico em forma de cordão utilizado pelos atletas de muay thai. O mongkon é dado ao lutador pelo seu professor, após este considerar que lhe é merecido, demonstrando assim que este agora é um lutador experiente, com grande conhecimento sobre esta arte marcial. Exclusivo do muay thai, o mongkon é colocado na cabeça do lutador em busca de proteção antes dos combates.
Uma vez colocado na cabeça, parte do corpo considerada pelos tailandeses sagrada, este não pode jamais ser tocado pelo lutador que o carrega. Somente o responsável ou um treinador da escola que o atleta frequenta, o pai ou alguém próximo ao lutador podem colocar e tirar o mongkon da cabeça deste, sendo que qualquer outra pessoa está impedida de sua posse.  Este objeto, é colocado quando o lutador se encontra no campo de batalha (ringue), sendo que só após a execução do wai kru e ram muay, lutador e treinador fazem suas orações e o mongkon pode então ser retirado da cabeça do atleta. Acredita-se que este objeto possui poderes divinos de proteção e sorte.